# Ophthalmis proxanthia
Ophthalmis proxanthia là một loài bướm đêm trong họ Noctuidae.